# Rasul Çaryýew
Rasul Maksatowiç Çaryýew (ur. 30 września 1999 w Aszchabadzie) – turkmeński piłkarz, występujący na pozycji bramkarza w turkmeńskim klubie FK Arkadag oraz w reprezentacji Turkmenistanu.

## Kariera reprezentacyjna
Piłkarz zadebiutował 5 czerwca 2021 roku w przegranym 5:0 meczu z Koreą Południową.